# Daniel Kowalski
Daniel Steven Kowalski OAM (* 2. Juli 1975 in Singapur) ist ein ehemaliger australischer Schwimmer.

## Werdegang
Bei den Olympischen Sommerspielen 1996 in Atlanta gewann er die Silbermedaille auf der 1500-Meter-Freistilstrecke sowie jeweils zwei Bronzemedaillen auf der 200-Meter- und 400-Meter-Freistilstrecke. Bei den Olympischen Sommerspielen 2000 in Sydney gewann er vier Jahre später die Goldmedaille bei den 4 × 200 Meter im Freistilschwimmen. Neben seinen Erfolgen bei den Olympischen Sommerspielen gewann er mehrere Medaillen bei den Schwimmweltmeisterschaften und Commonwealth Games. Nach dem Ende seiner aktiven Karriere als Schwimmer, das er am 8. Mai 2002 bekanntgab, studierte Kowalski Sportmanagement an der Bond University. Kowalski graduierte 2003 und erhielt eine Anstellung als Schwimmtrainer an der University of Wisconsin–Madison im Jahre 2007.
Kowalski lebt offen homosexuell in Australien.
2000 erhielt er die Centenary Medal. Für seine Verdienste um den Sport als Goldmedaillengewinner bei den Olympischen Spielen 2000 in Sydney wurde er 2001 mit der Medaille des Order of Australia ausgezeichnet.